# Croce delle Isole Salomone
La Croce delle Isole Salomone è un'onorificenza delle Isole Salomone.

## Storia
L'onorificenza è stata fondata nel 1981.

## Assegnazione
L'onorificenza viene assegnata per grandi contributi, dedizione nel tempo, energie e risorse per promuovere il benessere della popolazione delle Isole Salomone e dà diritto al post nominale CSI.

## Insegne
- Il nastro è giallo con all'interno una striscia verde caricata di una striscia blu con bordi bianchi.